# 薩比夫卡
48°34′33″N 39°8′3″E / 48.57583°N 39.13417°E
薩比夫卡（烏克蘭語：Сабівка）是位於烏克蘭東部的村莊，由盧甘斯克州卢甘斯克区的卢汉斯克市镇負責管轄。該村始建於1700年，面積1.34平方公里，海拔高度59米，2001年人口1,129，人口密度每平方公里844.4人。